# Józef Świder
Józef Świder (Czechowice-Dziedzice, 19 de agosto de 1930 – Katowice, 22 de mayo de 2014) – fue un compositor y pedagogo polaco. 
Después de graduarse en la Academia de Música Karol Szymanowski de Katowice, estudió en la Academia Nacional de Santa Cecilia de Roma con Goffredo Petrassi. Desde 1952 enseñaba la composición y teoría de música en la Academia de Música de Katowice. Entre sus alumnos se encontraron los compositores, como Aleksander Lasoń, Julian Gembalski, Andrzej Dziadek y Wiesław Cienciała. El profesor de la Universidad de Silesia (Uniwersytet Śląski) en la cual desde 1985 hasta 1999 fue el director del Instituto de la Pedagogía Musical. Desde 1984 el profesor de estudios postgrados para directores de coro en la Academia de Música de Bydgoszcz. Miembro de jurados en numerosos concursos de coros polacos y internacionales.
Józef Świder obtuvo muchos reconocimientos, entre otros el premio del presidente del gobierno por las obras para los niños. Fue, durante  muchos años, miembro de la Unión de compositores polacos (Związek Kompozytorów Polskich).

## Obras principales
- más de 200 canciones corales
- 3 operas: Magnus (1970), Wit Stwosz (Veit Stoss – 1974), Bal Baśni (Un Baile de Fábulas – 1977)
- Concierto para piano y orquesta (1955)
- Concierto para soprano y orquesta (1956)
- Suite para acordeón y orquesta de cuerda (1979)
- 9 misas con órgano o con orquesta
- Oratorium legnickie (El oratorio de Legnica – 1991)
- Concierto para guitarra y orquesta de cuerda (1998)
- Te Deum para voces solistas, coro y orquesta (2001)
- Singet dem Herrn ein neues Lied para 4 solistas, 2 coros y orquesta (2014)

Además, ecribió música de cámara, obras para guitarra, órgano, orquesta de viento, música de teatro y película.